# (136849) 1998 CS1
1998 سي أس 1 (ويعرف أيضًا باسم (136849) 1998 سي أس 1 وفق تسمية الكوكب الصغير) (بالإنجليزية: 1998 CS1)‏ هو كويكب ضمن حزام الكويكبات؛ وترتيبه 136849 من حيث الاكتشاف.
اكتُشف هذا الجُرم الفلكي بواسطة برنامج شميدت للكويكبات في بكين في 9 فبراير 1998.

## وصلات خارجية
- (136849) 1998 CS1 في قاعدة بيانات مختبر الدفع النفاث لأجرام النظام الشمسي الصغيرة

- الاكتشاف · مخطط المدار ·  العناصر المدارية · المعلمات المادية

- (136849) 1998 CS1 على موقع ويكي سكاي: DSS2, SDSS, GALEX, IRAS, Hydrogen α, X-Ray, Astrophoto, Sky Map, Articles and images